# 中华金腰
中华金腰（学名：Chrysosplenium sinicum）也称中华金腰子、华金腰子，为虎耳草科金腰属下的一个种。其种加词sinicum，意为“中华的”。